# Nikita - Spie senza volto
Nikita - Spie senza volto (Little Nikita) è un film del 1988 scritto da Bo Goldman e John Hill e diretto da Richard Benjamin con protagonisti Sidney Poitier e River Phoenix.

## Trama
L'agente sovietico "Scuba" uccide diverse spie del KGB che vivono in incognito sul suolo americano, cercando di ottenere denaro dai loro ex datori di lavoro. Quando l'agente dell'FBI Roy Parmenter comincia ad indagare su Jeff Grant, un giovane di sedici anni, Roy scopre che l'identità dei suoi genitori sono false e che sono spie russe e che così sono potenziali bersagli di Scuba.